# Туринська плащаниця

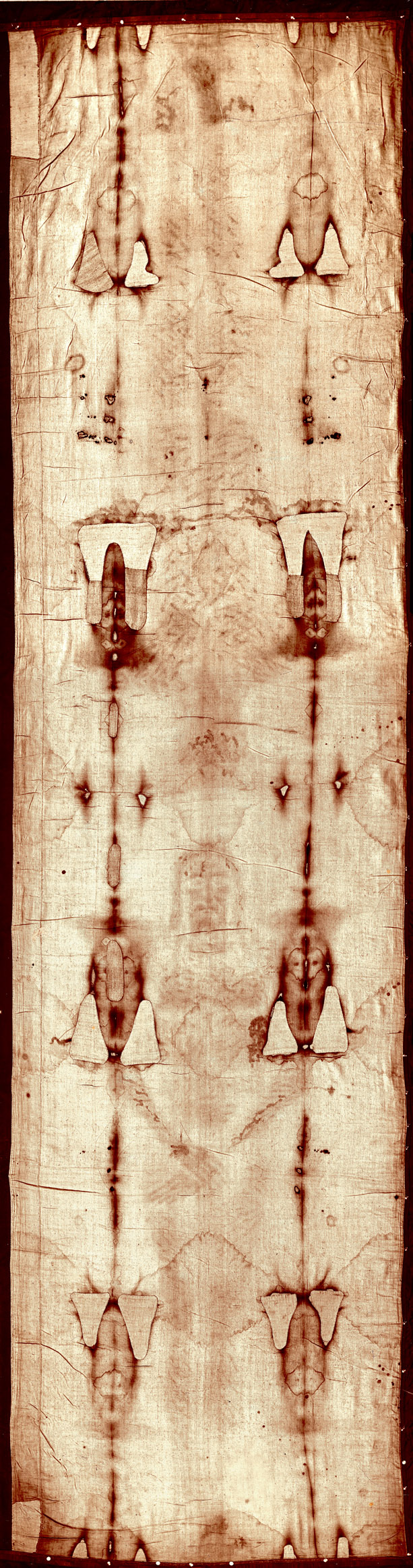
зображення Туринської плащаниці

Туринська плащаниця — лляне полотно прямокутної форми розміром 4,41×1,13 м. Полотно щільне і міцне, виткане з чистого льону, жовтуватого забарвлення. З 1534 року підшите білим голландським полотном. Щільність переплетень тканини близько 34/100 мм. Тканина м’яка і легко складається. Вага близько 2,45 кг. По всій довжині полотна залишилися сліди підпалу, як би обрамлюючи видимий на ньому двійний відбиток Чоловіка — спереду і з боку хребта.На полотні зберігається відбиток / зображення померлого чоловіка внаслідок серії тортур, що закінчилися його розп'яттям.
За традицією Плащаниця є тим полотном, про яке говорить Євангеліє, що послужило для того, щоб огорнути тіло Ісуса, знятого з хреста, і покласти у труну. Плащаниця представляє історію спасіння людства, яку Бог здійснив через хресну смерть та воскресіння свого Сина. Святе Полотно допомагає розважити та пізнати краще драматичний момент смерті Христа. Папа Іван Павло ІІ назвав Плащаницю «дзеркалом Євангелія».

## Історія плащаниці
У 544 році в місті Едеса (територія сучасної Туреччини) з'явилося полотно з відбитком, який, начебто, не був плодом рук людських. Казали, нібито зображення представляло обличчя Ісуса. У 944 році стверджували, ніби те полотно було в Константинополі. А проте, більшість істориків не думають, що то був той самий предмет, відомий сьогодні як Туринська плащаниця.
Перші точні письмові згадки про Туринську плащаницю датуються XIV ст., коли Ґефрò де Шарнì (Geoffroy de Charny), шляхетний лицар і чоловік віри, помістив Полотно у заснованій ним церкві у 1353 році в своїй феодальній власності Лірì у Франції.
У першій половині XIV ст., у зв'язку зі щораз більшим розпалом Сторічної війни, Маргарита де Шарнì (Marguerite de Charny) забрала Плащаницю з церкви у Лірì (1418) і взяла її з собою у скитання по Європі. Як результат свого блукання у пошуках спокою, знайшла пристановище у герцогів Савойських. Саме тоді (1453) Плащаниця опинилася у Савої.
Починаючи з 1471 року, Амадей ІX, син савойського герцога Людовика I, почав прикрашати та розбудовувати каплицю замку в Шамберì, столиці герцогства, передбачаючи майбутнє розташування Плащаниці саме там. З 1453 pоку, крім короткочасних перерв, саван знаходився в Шамбері. У 1502 р. він був перенесений у спеціально побудовану для нього каплицю в замку Сен-Шапель. До 1506 pоку саван був приватною реліквією Савойського дому. З цього року починаються його презентації для загального огляду, які супроводжуються постійними урочистими богослужіннями.
4 грудня 1532 року пожежа зруйнувала Святу каплицю (Sainte-Chapelle du Saint-Suaire) і частково пошкодила саму Плащаницю, яка була відреставрована місцевими монахинями-кларисками у квітні 1534 року.
У зв’язку з війною, що продовжувалася, в 1535 році плащаницю було перенесено до Турину, потім до Верчеллі, Мілану, Ніцци і знову до Верчеллі. Тут вона перебувала до 1561 p., потім була перевезена до Шамбері.
У 1578 році св. Карл Барамео вирушив в місто Шамбері для прохання про порятунок Мілану від епідемії. Щоб полегшити важку подорож по другий бік Альп, герцог Савойський Емануїл Філіберт з нагоди цієї події розпорядився перенести полотно в Турин.
Еммануїл Філіберт перевіз Плащаницю остаточно до Турину, що належав тоді Савойському герцогству у 1578 році. 14 вересня Святе Полотно зустрічало ціле місто у атмосфері великого торжества. З того часу воно залишається в північно-італійському місті Турин.
Щоб зберегти плащаницю від знищення під час бомбардувань у період II Світової війни, полотно сховали в абатстві Монтеферіні.
Відповідно до заповіту колишнього короля Умберто II Савойського, який помер 18 березня 1983 p., саван був пожертвуваний Ватикану, але на підставі папського рішення залишається в Турині. Переоформлення акту власності здійснене 18 жовтня 1983 р.
Плащаницю святково виставляють для вшанування віруючими. Такі виставлення розпочалися у тому ж 1578 році, коли вона вперше була вийнята з футляру для її вшанування Архиєпископом Мілану Карлом Борромео, святим.
Плащаницю виставляли у 1898, 1931, 1933, 1969, 1973, 1978, 1998, 2000, 2015 роках, які були присвячені певним визначним ювілеям та святкуванням Церкви.
У 1898 році фотограф Секондо Піа зробив знімок Плащаниці. Під час роботи з негативом на зображенні чітко проступило позитивне зображення обличчя. Негативне відтворення виявилося позитивним і дало змогу розгледіти не лише на обличчі, але й у фігурі такі деталі, які раніше побачити було неможливо.
Ці знімки по–справжньому привернули увагу  до Туринської плащаниці. Вона стала предметом постійного дослідження науковців та істориків як із числа віруючих, так і запеклих атеїстів. Спроби встановити її справжній вік не лише за письмовими джерелами, а й із використанням новітніх технологій не припиняються й досі.

## Сучасне зберігання плащаниці
Протягом 1992-96 років Плащаницю було піддано особливому вивченню та дослідженню міжнародною науковою комісією, яка мала особливе завдання вивчити, за допомогою новітніх технологій, той метод її зберігання, який допоможе якнайкраще зберегти Полотно і, звичайно ж, свідчення віри християн. У наш час Плащаниця зберігається під постійним і надійним комп'ютерним контролем тиску, температури і вологості, у розгорненому вигляді в коробці з прозорого броньованого скла вагою 1100 кг, наповненій інертним газом та схованій від прямого сонячного проміння. Плащаниця має своє постійне розташування у лівій каплиці Туринської катедри (Собор Святого Іоанна Хрестителя), але є закритою для відвідувачів і прочан.
24 травня 1998 року, коли плащаниця була виставлена для почитання, папа Іван Павло II назвав зображення на ній «відбитком, який залишило закатоване тіло Розп'ятого».

## Сучасні дослідження, критика, за і проти

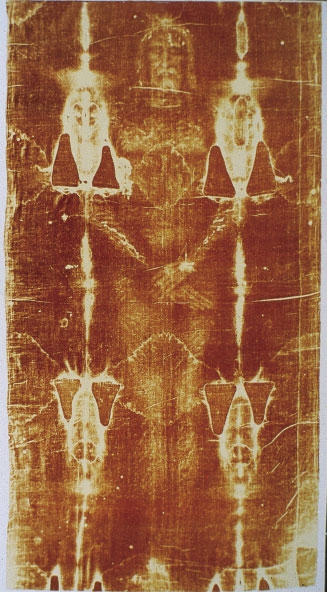
Туринська Плащаниця

Деякі переклади Євангелія перекладають оригінальний грецький текст словом «покрівці» (в нашому розмовному: бинти, пов'язки) і «хустка», які бачить апостол Петро у порожньому гробі Христа, таким чином не говорячи зовсім нічого про плащаницю. З іншої сторони в перекладі «Traduction oecumenique de la Bible» Французького біблійного товариства саме слово, перекладене на українську як «покрівці», в оригінальному тексті (Ів. 20,5) є οθονια має подвійне значення: як вузькі полотна («бинти»), так і суцільну лляну тканину досить вишукану і коштовну.
Плащаниця здавна була предметом гострих суперечок. Спочатку вона належала одному з лицарів-тамплієрів, а лише у середині XIV ст. її виставили назагал. Деякі єпископи називали її фальшивкою, яку хитро намалювали, проте більшість Пап Римських вірили в її аутентичність. Церква не дозволяла науковцям провести необхідні дослідження до 1980 року.
Згодом, 1988 року, тодішній Туринський архієпископ Анастасій Беллестреро передав Туринську плащаницю фахівцям для визначення її віку за допомогою радіовуглецевого аналізу. Дослідження, проведені трьома авторитетними лабораторіями у Швейцарії, Англії та США, показали: плащаниця виготовлена в період середньовіччя, тобто набагато пізніше смерті Христа.
Ймовірна підробленість Плащаниці була доведена за допомогою радіовуглецевого аналізу тканини у 1988 році, що дав досить точні дані про вік християнської реліквії. Аналіз з 95 % ймовірністю вказав на 1262—1312 або 1353—1384 роки створення полотна. Цей результат був широко критикований  як за процедурні, так і за статистичні проблеми.
На заперечення цих досліджень наукова організація AMSTAR (The American Shroud of Turin Association for Research) у 2005 році ствердила, що радіовуглецевий аналіз не міг показати нічого іншого, адже фрагмент, що досліджувався, містив латки, накладені пізніше на Полотно у зв'язку з пропаленням внаслідок пожежі, і сам науковий метод може містити хиби через саму пожежу, що вплинула на структуру і порушує точність аналізу.
Натомість, п'ять різних методів, незалежних один від одного,  погоджуються з віднесенням епохи Плащаниці до першого століття нашої ери як ймовірного періоду, коли був створений артефакт. Проект Падуанського університету дозволив розробити альтернативні методи хімічного та механічного датування. Хімічні методи, засновані на FT-IR / ATR та спектроскопії (FT-IR та FT-Raman), датували Плащаницю 300 до н. е. ± 400 років та 200 до н. е. відповідно з рівнем довіри 95 % .

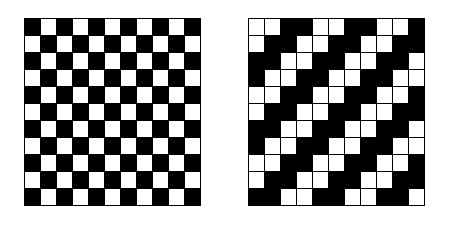
Просте і саржеве переплетіння ниток (саван I століття і Туринська плащаниця відповідно). Саржеве плетіння ниток з'явилося лише в Середньовіччя

Відомо, що Туринська Плащаниця має саржеве діагональне переплетіння ниток. По  свідченням саржеве плетіння ниток з'явилося у Палестині лише через тисячу років після I століття. Однак італійський дослідник, професор університету Падуї Джуліо Фанті (Giulio Fanti) зазначає, що структура та якість тканини  підтверджує її вірогідну належність до заможної людини, яким і був євангельський власник тканини, член Синедріону, Йосип Ариматейський. Аналіз ДНК залишків пилу, віднайденого у тканині, підтверджує його походження не з Палестини, а з Індії. Два тисячоліття тому торгівля між Індією та Палестиною процвітала, і тому не виключено, що тканину для Плащаниці придбали в Індії та привезли до Єрусалиму.
Крім того, критика Плащаниці не може дати відповідь на  питання, як було зроблено зображення тіла людини у разі підробки. Баррі Шорц, американський учений, який вивчав Плащаницю майже 40 років, довів, що жодна людська техніка не може досягти цього ефекту. В той же час, зображення тіла видно в місцях, де контакт з тканиною, безумовно, був відсутній - наприклад, простір між щоками та носом.  
Також на тканині відсутні ознаки розкладання, які зазвичай проявляються через 40 годин після смерті. Тож дослідники зробили висновок про те, що тіло знаходилося на полотні не більше двох днів.  
Нумізматичне дослідження візантійських монет, карбованих починаючи з 692 року, показує, з імовірністю дуже близькою до 100 %, що саме зображення з Туринської Плащаниці було взяте за модель представлення Христа.
Дослідження, засноване на спектрометричному аналізі, показує, що сліди крові є справжньою кров'ю, але зміненою високими температурами вогню при пожежі в  Шамбері в XVI столітті. Ці сліди крові, що слабшали протягом століть, були відновлені кілька століть тому (ймовірно у XVII ст.) додаванням пігментів червоної охри та кіноварі. Додавання цих червоних пігментів може пояснити, чому плями крові на Плащаниці такі червоні.
Двоє вчених з групи по дослідженню Плащаниці STURP, Л. Швальбе та Р. Роджерс, зробили заяву, що  пожовтіння тканини може бути викликане хімічними речовинами, але інші, як Джон Джексон, дійшли висновку, що зображення тіла було спричинене спалахом енергії, дуже коротким, але дуже інтенсивним. Зображення тіла, досі незрозуміле, могло бути створене сплеском інтенсивної енергії; який, можливо, спричинив також виробництво додаткового вуглецю 14. 
У 2011 році було опубліковано доповідь про п’ять років досліджень Туринської Плащаниці, в якому брала участь група американських вчених STURP (Shroud of Turin Reasearch Project). Вчені ді Лаццаро, Мурра, Сантоні, Нікелатті і Балдаккіні  заявили: Туринська плащаниця – не підробка.
|  | «Подвійне зображення, фронтальне і заднє, людини, що піддалася катуванням і розп’яттю, що проглядається на лляній тканині Туринської Плащаниці, – сказано в доповіді, – володіє численними незвичайними характеристиками, хімічними й фізичними, які в даний час неможливо відтворити в лабораторних умовах, неможливо повторити, а значить і фальсифікувати зображення на плащаниці. Але це також не дозволяє сформулювати достовірну гіпотезу про механізм формування відбитка. Сьогодні наука не в змозі пояснити, яким чином на Плащаниці утворився відбиток тіла» |

Якщо сплеск енергії, можливо подібний до енергії дуже потужного електричного розряду, був необхідний для отримання пожовтіння волокон, виявлених на Плащаниці, слід передбачити гіпотезу, яка, очевидно, виходить за межі сьогоднішньої науки.

## Виставлення Плащаниці 2010
Після десяти років Туринська Плащаниця була знову виставлена для її пошанування та молитви вірних з 10 квітня до 23 травня 2010 року. Тоді вперше можна було побачити саме автентичне Полотно після його реставрації у 2002 році. Під час цього періоду Папа Римський Бенедикт XVI особисто відвідав Турин, щоб поклонитися Святому Полотну, яке, на думку вірних, свідчить про великий дар любові Бога до людства через жертву Сина Божого на хресті. Папа відслужив Святу Літургію 2 травня 2010 року на площі Св. Карла та зустрівся з молоддю у храмі Святого Лика Христового в Турині.

## Схожість з Образом Божого Милосердя
Існує схожість між намальованим у 1934 році художником Є. Казимировським першим Образом Ісуса Милосердного та зображенням, яке проступає на Туринській Плащаниці.